# Rosetta Hightower
Rosetta Jeanette Hightower (Philadelphia, 23 juni 1944 - Londen, 2 augustus 2014) was een Amerikaanse zangeres.
Haar eerste bekendheid genoot ze als leadzangeres van de meidengroep The Orlons. Eind jaren 60 verliet ze deze groep om als soloartieste te werken in het Verenigd Koninkrijk. Ze werkte onder meer met Joe Cocker aan zijn With a Little Help From My Friends-album en met John Lennon aan zijn single Power to the People.
- MusicBrainz: 85d7750d-68c2-4ca6-9fcf-9c4016919cc5
- Virtual International Authority File: 3869151051905933530006
- WorldCat: E39PBJdM9tXrdvjXfrtf7hfKBP